# Juan Gazsó
Juan Gazsó (Telečka, Yugoslavia, 19 de noviembre de 1922; Córdoba, Argentina, 15 de septiembre de 2003) fue un jugador de baloncesto argentino nacido en Telečka, Zapadna Bačka, Yugoslavia (hoy Serbia).
Jugaba de Pívot y a nivel de clubes fue parte de los aviones, emblemático equipo del club Platense.
Con la selección de básquetbol de Argentina compitió en los Juegos Olímpicos de Verano de 1952 donde consiguió el cuarto puesto y fue el goleador del equipo con 106 puntos. En 1955, obtuvo la medalla de plata en los Juegos Panamericanos.
Luego de retirarse como jugador, fue entrenador de los clubes San Andrés y Las Heras.